# Инфекциозна болест
Инфекциозната болест е нозологично обособен инфекциозен процес или крайната фаза в неговото развитие. Понятието инфекция произлиза от латинската дума inficio – „нещо вредно“, „гниещо“ и infectio – „заразяване“. Понятието инфекциозна болест не е тъждествено с понятието инфекция. До инфекциозна болест се стига само при някои от случаите на инфекция.

## История
Описание на редица инфекциозни заболявания като чума, холера, тиф, тетанус, жълтеница и други се срещат още в древността в съчиненията на Хипократ, Гален, в Библията, в староиндийските Веди, в писмените произведения на китайската медицина. За пръв път през 1546 г. италианският лекар Джироламо Фракасторо заговаря за „заразно начало, което се пренася от болния на здрав човек“. С епохалните открития на Антони ван Льовенхук се полагат основите на учението за микробите като причинители на болести и се създава съвременната микробиология. В края на 19 век се откриват и първите вируси, но съвременната вирусология започва от 30-те години на 20 век с откриването на основните семейства вируси. Средата на 20 век бележи голямо развитие на имунопрофилактиката на редица инфекциозни болести – полиомиелит, дифтерия, тетанус, вариола и други. През 1986 г. J. Paterson формулира основните постулати на съвременната инфектология.
Преподаването на инфекциозните болести в България започва през 1947 г. като отделна дисциплина със създаването на Катедра по епидемиология и инфекциозни болести към Медицинския факултет в София, с ръководител П. Вербев и завеждащ секцията по инфекциозни болести И. Танев. През 1972 г. се отделя катедра само по инфекциозни болести с ръководител И. Киров, създават се катедри и в другите медицински висши училища – в Пловдив, Варна, Плевен и Стара Загора.

## Основни понятия
- Инфекция – това е състояние на заразеност на даден макроорганизъм с даден микроорганизъм, резултат от антагонистичните взаимоотношения между тях, протичащо в условията на околната среда.
- Инфекциозен процес – това е процес на взаимодействие между микро и макроорганизма с всички промени настъпващи в последния (резултат от прякото или непрякото действие на микроорганизма и неговите токсични и други продукти).
- Суперинфекция – дължи се на повторно заразяване със същия патоген при неоздравял болен.
- Реинфекция – дължи се на заболяване от същия причинител скоро след оздравяване.
- Смесена инфекция – заболяването е причинено от 2 или повече патогена.
- Вторична инфекция – в хода на една инфекция се прибавя втора, причинена от друг микроорганизъм.
- Миксиинфекция – едновременно боледуване от инфекциозно и неинфекциозно заболяване.
- Ендогенна инфекция – заболяването е причинено от микроорганизми, които се намират в макроорганизми (от нормалната, условно патогенна флора).
- Вътреболнична инфекция – заразяването е станало при медицинското обслужване на болните.

## Видове инфекции
- Въздушно-капкови инфекции – варицела, морбили, епидемичен паротит, грип, скарлатина, дифтерия, коклюш, менингококова инфекция, туберкулоза, рубеола, вариола при маймуните, легионелоза.
- Чревни инфекции – полиомиелит, вирусен хепатит А, ротавирусен гастроентерит, холера, коремен тиф, шигелоза, колиентерит, салмонелоза, бруцелоза, орнитоза, лептоспироза, кампилобактериоза, псевдотуберкулоза, йерсиниоза, ботулизъм.
- Трансмисивни инфекции – петнист тиф, болест на Брил-Цинсер, възвратен тиф, волинска треска, малария, висцерална лайшманиоза, вирусни енцефалити, вирусна хеморагична треска, вирусни трески, лаймска болест, чума, туларемия, ку-треска, марсилска треска, американска кожна лайшманиоза.
- Инфекции на външните покривки – трахома, инфекциозни дерматози, билхарциози, анкилостомидози, бяс, антракс, сап, шап, содоку, доброкачествена лимфоретикулоза, мелиоидоза, тетанус, газова гангрена, бластомикоза, аспергилоза, кокцидиоидомикоза.
- Полово предавани инфекции – сифилис, гонококция, венерическа лимфогранулома, трихомоназа, HHV1 и HHV2 инфекции, урогенитални хламидиази, урогенитални микоплазмози, краста.
- Инфекции с множествен механизъм на предаване – вирусни хепатити В, С, D, G, HIV-инфекцията, листериоза, токсоплазмоза.
- Инфекции с недостатъчно изяснен механизъм на предаване – бавни инфекции, болест на Кройцфелд-Якоб – човешки вариант, хеликобактериоза, болест на Кавазаки, болест на Кройцфелд-Якоб – животински вариант.